# Nicànor (elefantarca)
Nicànor (en grec antic Νικάνωρ) fou un amic de Demetri I Soter amb el que va ser retingut com a ostatge a Roma i en va ser un dels companys de fugida, segons diu Polibi.
Quan Demetri fou proclamat rei, va nomenar al seu amic com elefantarca o mestre dels elefants, i el va enviar a Judea a combatre els jueus revoltats dirigits per Judes Macabeu. Nicànor va intentar capturar a Judes a traïció sota pretext d'una negociació, però va fracassar, i llavors es va lliurar la batalla de Cafarsalem, on fou derrotat amb fortes pèrdues. Una segona batalla prop de Bethoron, encara va resultar més desastrosa, i el mateix Nicànor va morir al combat i el seu exèrcit aniquilat.